# FK Budućnost Banovići
Maillots
Dernière mise à jour : 26 janvier 2025.
Le FK Budućnost Banovići est un club de football bosnien basé à Banovići.

## Historique
- 1947 : fondation du club.
- 2000 : 1re participation à une Coupe d'Europe (C3, saison 2000/01). Le club est éliminé au 1er tour préliminaire par l'équipe tchèque du FK Drnovice.

## Bilan sportif

### Palmarès
- Première Ligue de la fédération de Bosnie-et-Herzégovine
  - Champion : 2004, 2010

### Bilan européen
Note : dans les résultats ci-dessous, le score du club est toujours donné en premier
| Saison    | Compétition | Tour              | Club        | Domicile | Extérieur | Total |
| --------- | ----------- | ----------------- | ----------- | -------- | --------- | ----- |
| 2000-2001 | Coupe UEFA  | Tour préliminaire | FK Drnovice | 0 - 1    | 0 - 3     | 0 - 4 |

Légende
- Victoire ou qualification pour le tour suivant
- Match nul
- Défaite ou élimination de la compétition